# أندرو ستيفنز
أندرو ستيفنز (بالإنجليزية: Andrew Stevens)‏ (و. 1955 – م) هو مخرج سينمائي، وممثل، ومنتج أفلام، وكاتب سيناريو، وممثل تلفزيوني، من الولايات المتحدة الأمريكية، ولد في ممفيس، تينيسي.

## وصلات خارجية
- أندرو ستيفنز على موقع IMDb (الإنجليزية)
- أندرو ستيفنز على موقع ألو سيني (الفرنسية)
- أندرو ستيفنز على موقع تيرنر كلاسيك موفيز (الإنجليزية)
- أندرو ستيفنز على موقع أول موفي (الإنجليزية)
- أندرو ستيفنز على موقع قاعدة بيانات الأفلام السويدية (السويدية)
- أندرو ستيفنز على موقع إن إن دي بي (الإنجليزية)
- أندرو ستيفنز على موقع ديسكوغز (الإنجليزية)
- أندرو ستيفنز على موقع قاعدة بيانات الفيلم (الإنجليزية)
- أندرو ستيفنز على موقع كينوبويسك (الروسية)